# Sensenschmiede Blumau
Die ehemalige Sensenschmiede zu Blumau ist ein teilweise erhaltenes Ensemble der Industriekultur in Schlierbach im Bezirk Kirchdorf. Das Sensenwerk wurde vor 1589 errichtet, zählte im späten 19. Jahrhundert mit drei Sensenhämmern zu den größten Erzeugern und wurde 1952 als eines der letzten stillgelegt. Heute ist die Blumau vor allem für ihr außergewöhnlich großes und repräsentatives „Neues Herrenhaus“ bekannt.

## Lage
Die Sensenschmiede Blumau liegt als einzige der Kremstaler Sensenschmieden nicht in Micheldorf, sondern einige Kilometer kremsabwärts auf Schlierbacher Gebiet. Schon von Weitem fällt das auf einer leichten Anhöhe gelegene, schlossartige „Neue Herrenhaus“ ins Auge. Ebenfalls noch erhalten sind das „Alte Herrenhaus“ und ein Wohngebäude, von den Werksgebäuden ist nichts mehr zu sehen.

## Geschichte

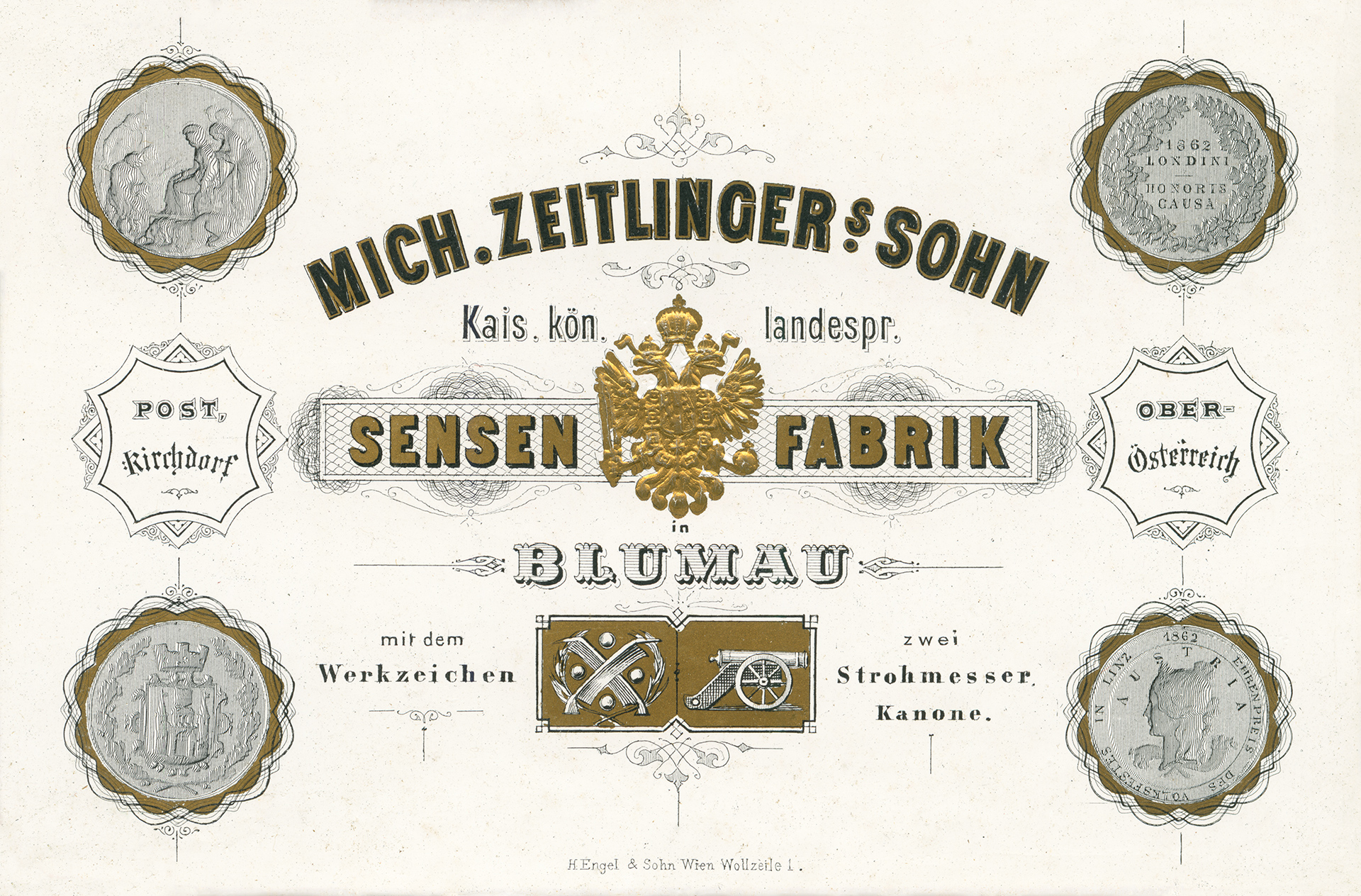
Mich. Zeitlingers Sohn, Kais. kön. landespr. Sensenfabrik in Blumau (1879)

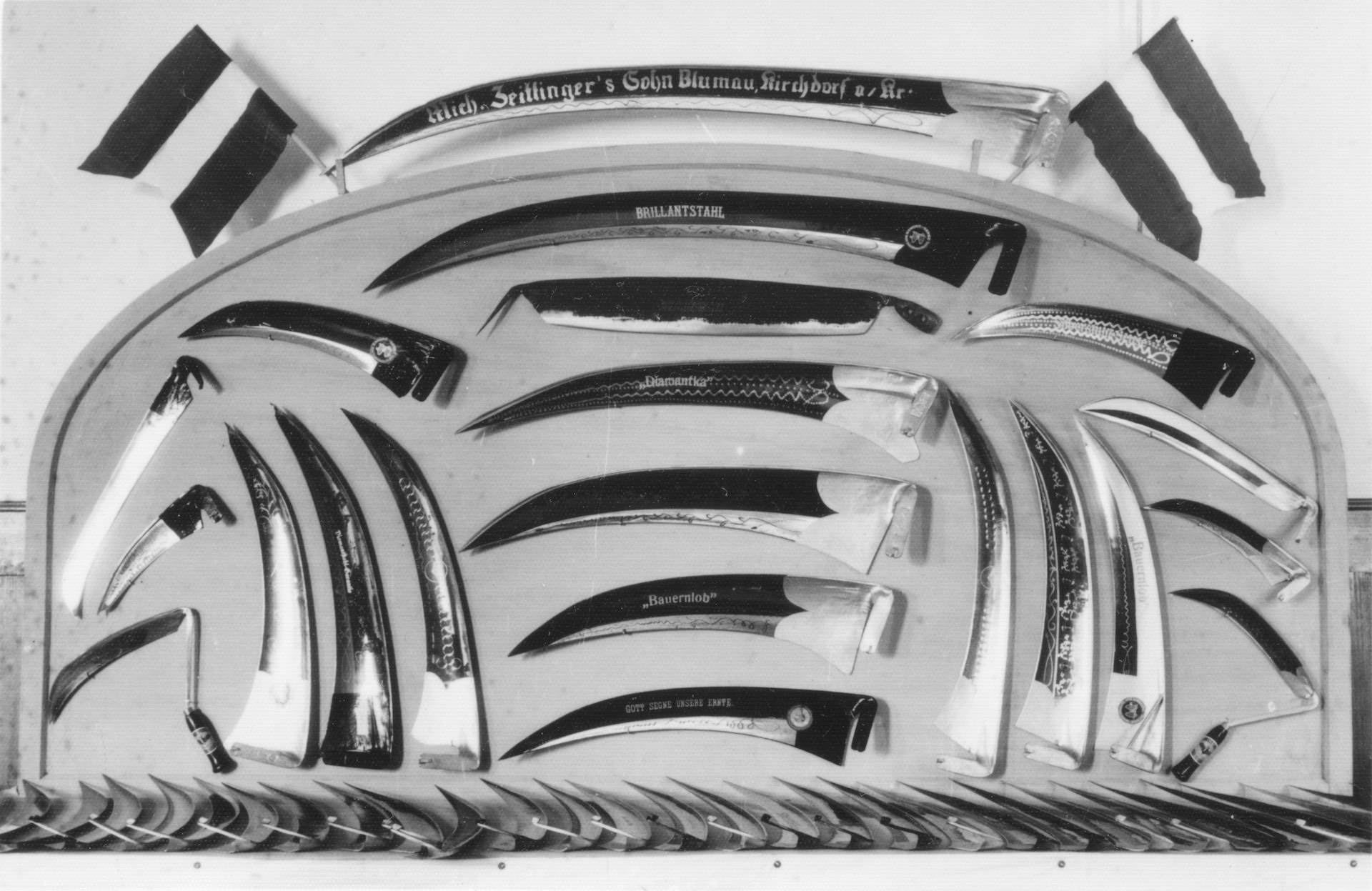
Produktpalette des Sensenwerks Blumau (20. Jahrhundert)

Die Schmiede war der Herrschaft Hayden zu Dorff dienstpflichtig. Der erste namentlich überlieferte Meister ist 1589 Georg Boigönzain (Beugenzain). 1614 wurde Wolf I. Plumauer Meister auf der Blumau, dessen Enkel Wolfgang III. Plumauer verwendete ab 1667 das Zeichen „2 Strohmesser mit 4 Punkten“. In seine Zeit fiel auch der Bau des alten Herrenhauses, das mit 1681 datiert ist. 1821 brannte der Sensenhammer total nieder, nur die Nebengebäude blieben verschont. 1827 heiratete Theresia Kaltenbrunner den Johann Michael Zeitlinger von der Zinne, der damit neuer Besitzer wurde. Unter ihm erfuhr das Sensenwerk einen beträchtlichen Aufschwung. 1831 wurde das Neue Herrenhaus durch den Linzer Baumeister Franz Höbarth errichtet. Um das Jahr 1845 erzeugten „40 Sensenschmiede und eine noch größere Anzahl Hilfsarbeiter“ bereits 50.000 Sensen und Sicheln jährlich, der Großteil davon wurde exportiert. Sein Sohn Caspar Zeitlinger gestaltete die benachbarte Schenkermühle ebenfalls zu einem Sensenwerk um.
Während des Zweiten Weltkrieges kamen im Betrieb auch Kriegsgefangene zum Einsatz. Nach Kriegsende wurde von der amerikanischen Besatzung eine kommissarische Verwaltung eingesetzt. Nach dem Tod des gleichnamigen Sohnes Caspar Zeitlinger wurde 1952 die Sensenproduktion eingestellt. Bis 1963 wurden Landmaschinen erzeugt. Zwischen 1975 und 1980 lebte der mittellose Künstler Aramis in dem Herrenhaus und initiierte dort eine Wohngemeinschaft. Das „Schöne Zimmer“ wurde ins Micheldorfer Sensenschmiedemuseum transferiert. Heute beherbergt die Blumau unter anderem eine Schlosserei und einen Reitstall.

## Bauwerke
Das Ensemble bestand aus zahlreichen Bauwerken, von denen vor allem die beiden Herrenhäuser noch heute erhalten sind.

### Neues Herrenhaus

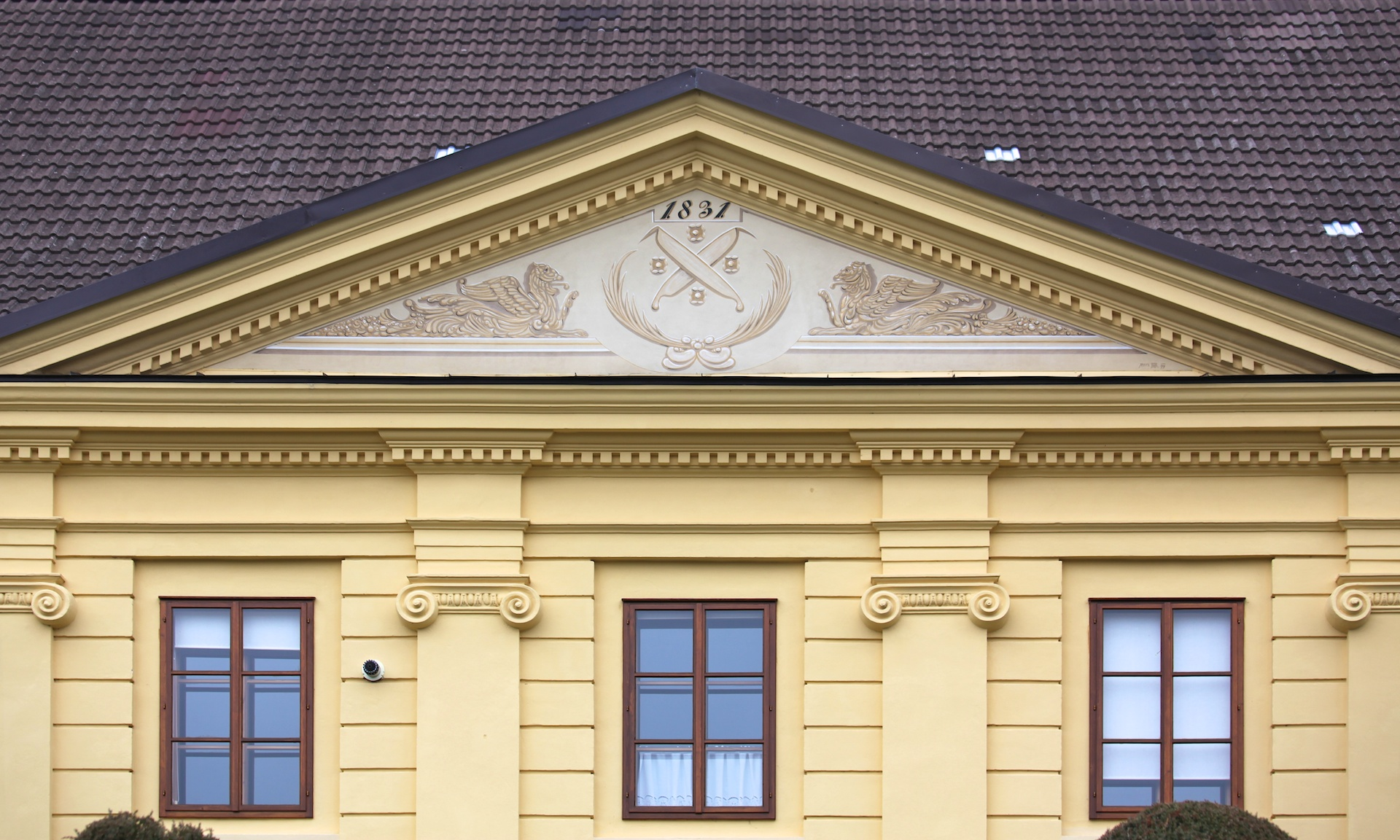
Hammerzeichen am Dreiecksgiebel des Neuen Herrenhauses, 1831

1825 erwarben die jungen Gewerken Michael und Theresia Zeitlinger das ihrer Sensenschmiede benachbarte Hubmergut zu Blumau (auch Oizingergut, urkundlich erwähnt 1357), um den alten Bauernhof abtragen zu lassen. 1831 bis 1832 errichtete Baumeister Franz Höbarth aus Linz an dessen Stelle das repräsentative Neue Herrenhaus.
Der schlossähnliche Vierkanthof über annähernd quadratischem Grundriss weist eine Seitenlänge von fast 50 Metern auf und ist somit mit das mit Abstand größte Herrenhaus aller Kirchdorf-Micheldorfer Sensenschmieden. Die symmetrisch dreizehnachsige Südseite ist als repräsentative Schauseite ausgeführt. Die klassizistisch-biedermeierliche Fassade interpretiert den Stil des Carlo Antonio Carlone und entspricht in Teilen den ebenfalls von Franz Höbarth gestalteten Fassaden der Linzer Häuser Graben Nr. 4 (vor 1822) sowie Harrachstraße Nr. 38 (1830, nicht erhalten).
Ein Kordongesims trennt das gebänderte Erdgeschoß vom zart gequaderten Hauptgeschoß. Rechteckige, vertiefte Felder fassen je eine Fensterachse vertikal zusammen. Der dreiachsige Mittelrisalit sowie die zweiachsigen Eckrisalite werden durch ionische Riesenpilaster gegliedert, die ein verkröpftes Gebälk und ein Kranzgesims mit Zahnschnitt tragen. Der Mittelrisalit wird bekrönt von einem Dreiecksgiebel. Das Giebelfeld enthält eine Wandmalerei mit dem von Löwen flankierten Hammerzeichen Zwei Strohmesser im Zentrum.
Das zentrale Hauptportal ist mit einem Korbbogen mit Kämpferstücken und Keilstein im Scheitel versehen. Das originale, doppelflügelige Holztor trägt zeitgleiche Beschläge und Löwenköpfe aus Bronze. Über dem Portal befindet sich eine ovale Steintafel mit der Inschrift Durch Michael und Therese Zeitlinger erbaut im Jahre 1831. Die schmiedeeisernen Fenstergitter im Erdgeschoß sind durchgehend erhalten.
Die Fassaden der übrigen Seiten sind schlichter gestaltet. Die ebenfalls symmetrische, elfachsige Ostseite wird durch Ecklisenen und ein Gurtgesims gegliedert und von einem profilierten Traufgesims abgeschlossen. Zwischen dem korbbogigen Natursteinportal und gekuppelten Fenstern der Mittelachse weist eine weitere Steintafel auf die Namen der Erbauer hin.

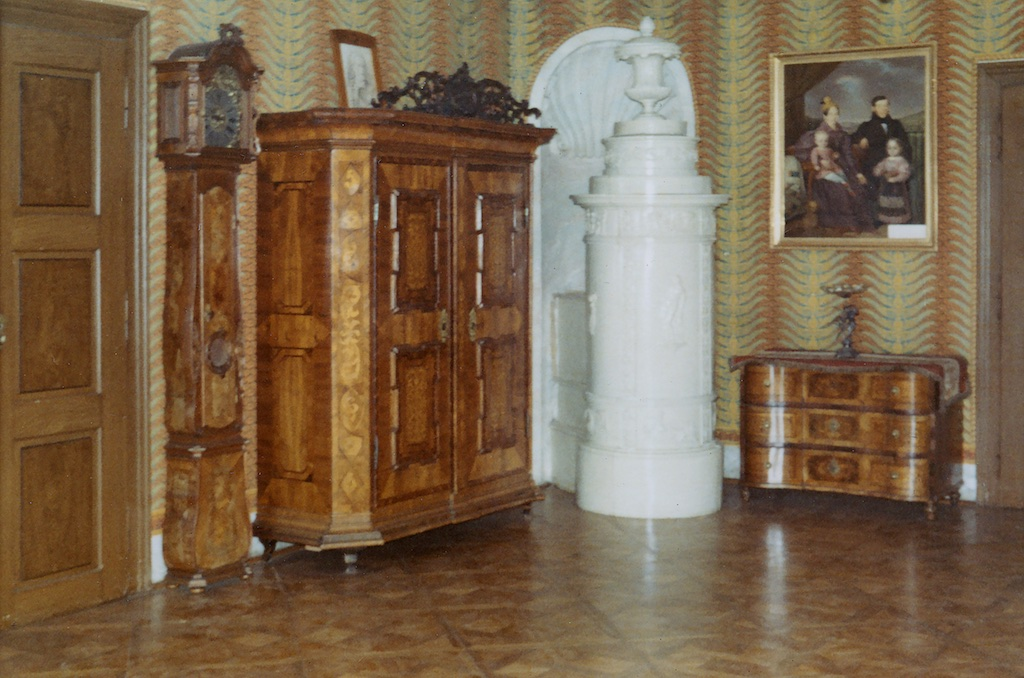
Das „Schöne Zimmer“ im Neuen Herrenhaus Blumau (Teilansicht um 1970)

Im Stockwerk befand sich das Schöne Zimmer, das ursprünglich den Gewerken als Schlafzimmer diente. Der weitläufige Raum war in seiner Gesamtheit ein vorzügliches Beispiel der oft erwähnten Sensenschmiedekultur. Seine Einrichtung mit josephinischen Möbeln, einer Sitzgarnitur mit reich intarsiertem Kastentisch, einem Empire-Kachelofen, vergoldeten Lustern, Spiegeln und zahlreichen Familienporträts von Franz Xaver Bobleter auf einer um 1830 höchst modischen orange-grünen Biedermeiertapete von Spörlin und Rahn bildete zusammen ein organisch gewachsenes Ganzes. Wenigstens ein Teil dieses Gesamteindrucks konnte erhalten werden, indem die Einrichtung des Schönen Zimmers angekauft und im OÖ. Sensenschmiedemuseum als Blumauer Zimmer aufgestellt wurde, dort allerdings in einem kleineren und vor allem niedrigeren Raum.

### Altes Herrenhaus
Das Alte Herrenhaus aus dem 17. Jahrhundert ist ein zweigeschoßiger Bau mit hohem, ziegelgedecktem Krüppelwalmdach. Der Türsturz ist zwischen dem ehemaligen Abschlagzeichen der Blumau (Zwei Strohmesser) und zwei gekreuzten Sensen bezeichnet mit W 1681 P (für Wolfgang Plumauer). An der Fassade lassen sich noch Reste der Gestaltung aus dem 19. Jahrhundert und der älteren Sgraffito-Fassung erkennen.

### Schmiedhaus

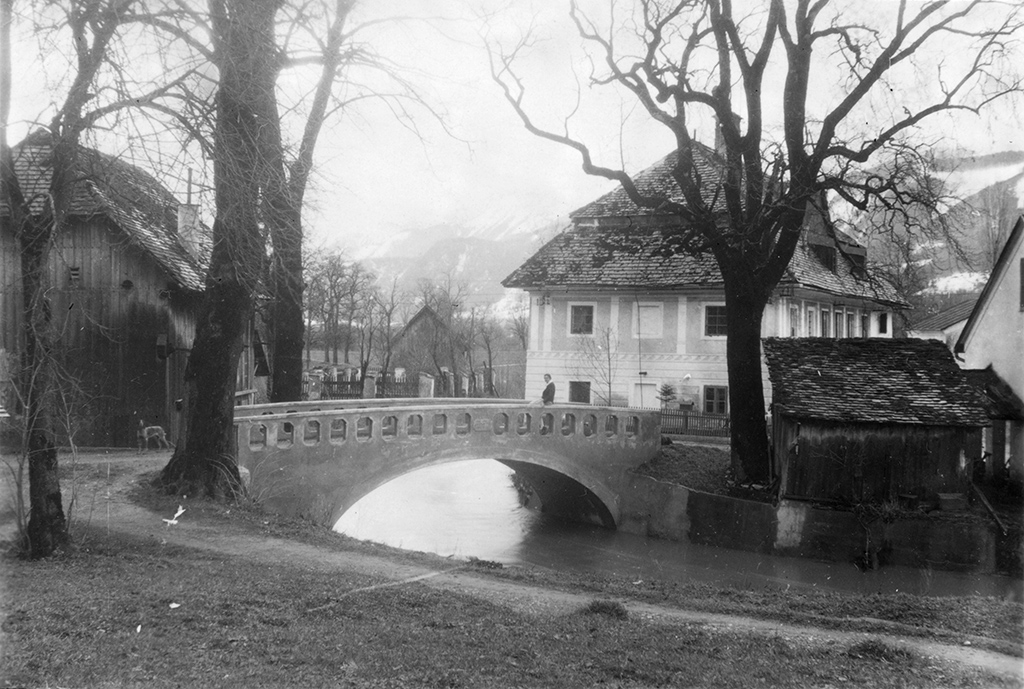
Schmiedhaus und Brücke

In der Nähe des alten Herrenhauses befindet sich das Schmiedhaus. Es lag ursprünglich direkt an der (heute anders verlaufenden) Krems. Der zweigeschoßige Bau trägt teilweise noch die Fassadengestaltung aus dem 19. Jahrhundert. Das hohe Mansarddach und ein Dreiecksgiebel mit Uhr über dem Eingang gaben dem Schmiedhaus ein stattliches Aussehen, sind aber nicht mehr erhalten.

### Haushammer

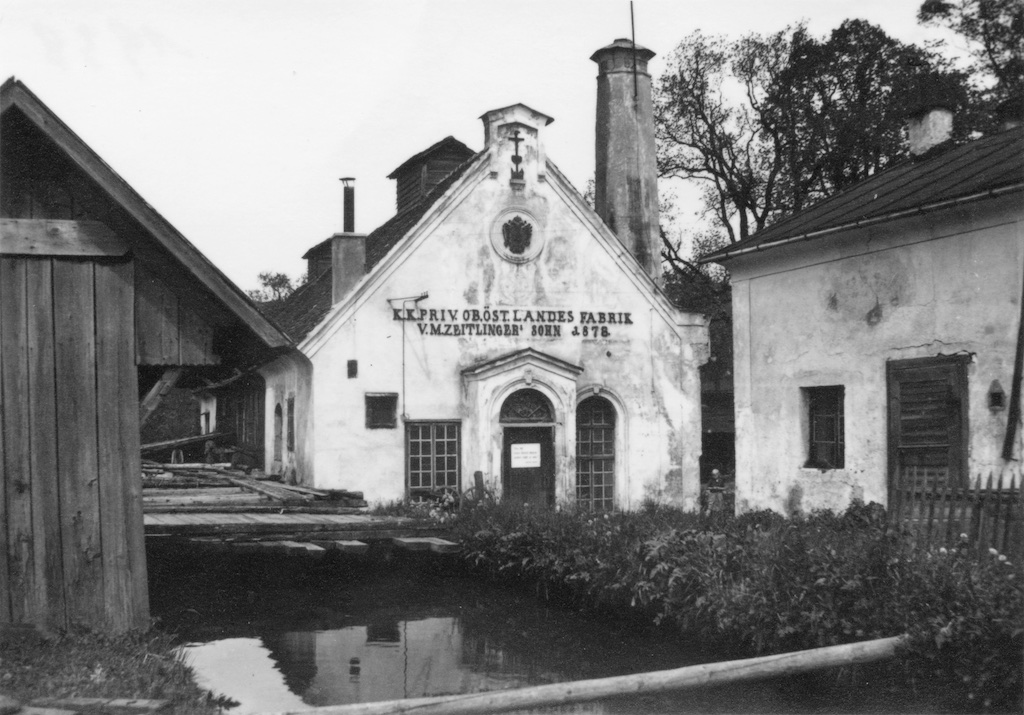
Haushammer, 1878 (Foto von 1938)

Auf der künstlichen Insel, die von der Krems und dem aufgestauten Fluder (Werkskanal) gebildet wurde, befanden sich neben dem Schmiedhaus mehrere Werksgebäude. Herzstück der gesamten Anlage war der sogenannte Haushammer, der eigentliche Sensenhammer zu Blumau. Das Gebäude wurde 1821 nach einem Brand neu erbaut. Ein weiterer Umbau erfolgte 1878. Der in ein rundes Medaillon gesetzte Doppeladler und die Inschrift „K.K. PRIV. OB. ÖST. LANDES FABRIK V. M. ZEITLINGERS SOHN 1878“ waren ein Verweis auf das verliehene Landesfabriksprivilegium. Das Hammergebäude wurde in den Jahrzehnten nach Einstellung der Sensenproduktion abgebrochen.

### Unterer Hammer

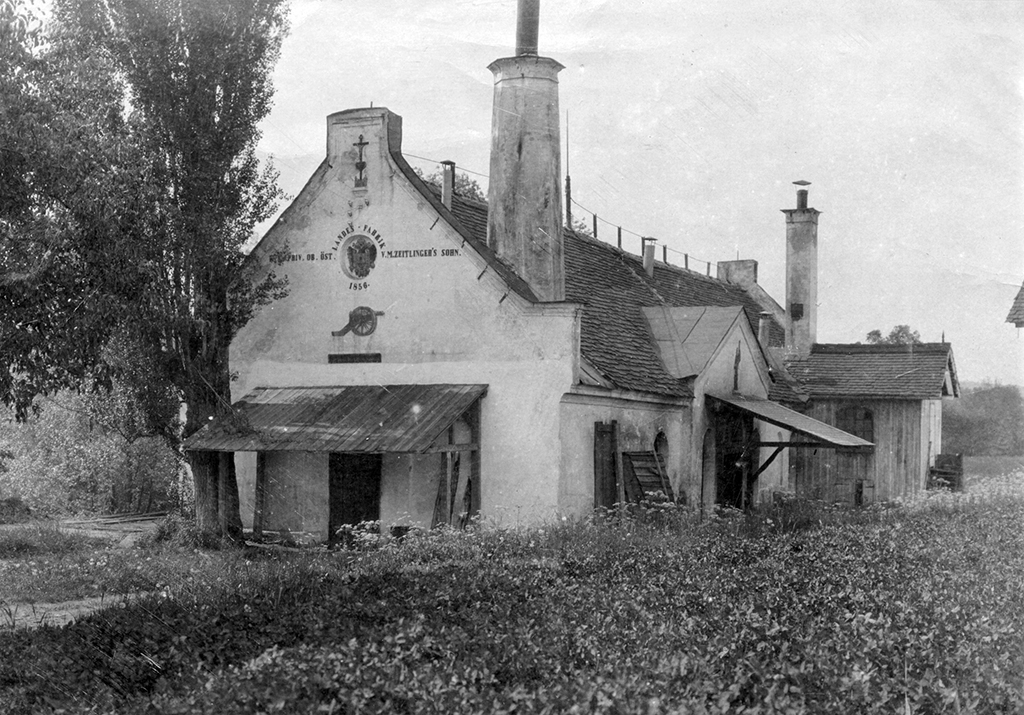
Unterer Hammer, 1856

1856 ließ Michael Zeitlinger unterhalb des Haushammers ein neues „Kleinhammerl“ mit Zainhammer und Schleife errichten. Bereits 1858 wurde das Hilfswerk zu einem vollständigen Sensenwerk mit dem Zeichen Kanone ausgebaut. Das Hammergebäude war mit seiner Giebelfassade und dem hohen, achteckigen Schornstein ähnlich gestaltet wie der Haushammer und trug in einer runden Nische den Doppeladler neben der Inschrift „K.K. PRIV. OB. ÖST. LANDES-FABRIK V. M. ZEITLINGER’S SOHN 1856“ und darunter ein schmiedeeisernes Zeichen Kanone. Um 1950 war der Hammer bereits eine Ruine und wurde in den Jahren danach vollständig abgebrochen.

### Schenkermühle

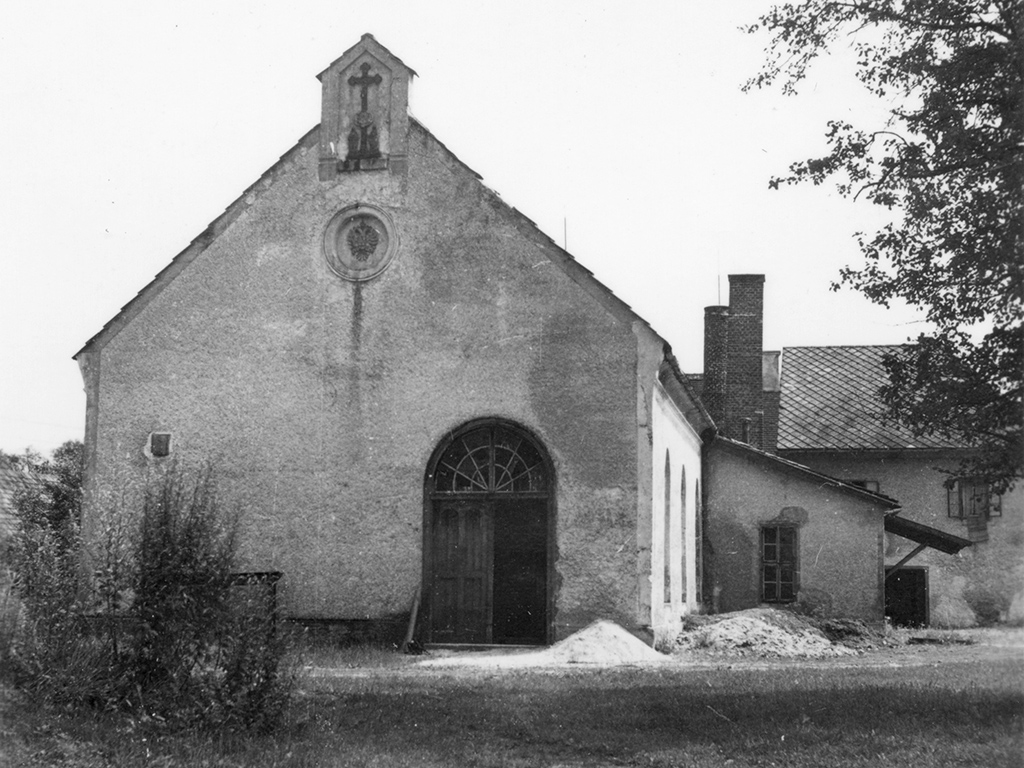
Schenkermühle (Foto von 1953)

In den Jahren vor Caspar Zeitlingers Tod 1898 wurde die benachbarte Schenkermühle in einen dritten Sensenhammer umgestaltet. Die Giebelfront des Hammergebäudes war ähnlich, wenn auch etwas schlichter gestaltet als das der übrigen Hämmer und trug ebenfalls einen Doppeladler.

### Weitere Gebäude
Zur Blumau gehörten unter anderem das Blumauerhäusl oder das nahe der heutigen Pyhrnpass Straße gelegene Neuhaus in der Galgenau (nicht mehr erhalten). Unter Caspar Zeitlinger zählten neben der Schenkermühle auch noch der an das Neue Herrenhaus grenzende Mairhof (Bauer zu Blumau), die Hammerschmiede Inzersdorf und das Gut Lauterbach („Schloss Lauterbach“) zum umfangreichen Besitz.
Eine Brücke zwischen Altem Herrenhaus und dem Schmiedhaus ist mit 1922 datiert.